# Курмангалиев, Гарифулла
Гарифулла Курмангали́ев (каз. Ғарифолла Құрманғалиев; (1 января 1909, аул Аккуль, Уральская область, Российская империя — 1993, Алма-Ата, Казахстан) — популярный оперный певец (тенор), композитор, актёр, музыкальный исполнитель и педагог. Народный артист Казахской ССР (1954), лауреат Государственной премии Казахстана (1978).
«Орфей казахской степи». Его также звали «Гарифулла-сал», то есть певец-аристократ.

## Биография
Родился в ауле Ак-Куль, ныне Каратюбинского района Западно-Казахстанской области 19 декабря 1908 года по старому стилю (1 января 1909 года по новому стилю).. Отец его был бедным шаруа. Происходит из рода алаша племени байулы. Четырёхлетним ребёнком Гарифулла лишился отца, а через несколько лет — и матери. Мальчик рос у родных братьев отца. В десять лет уже неплохо пел и играл. В формировании таланта Гарифуллы большую роль сыграли ученики и последователи «казахского баяна» (как называл Мухита Мергалиева Александр Затаевич) внук Мухита Шайхи Мухитов и Шынтас Каратаев. Благодаря своему голосу, а также трудолюбию и настойчивости, Гарифулла вскоре встал в один ряд со своими учителями. Слава о юном певце летела по всей степи.
В 1927 году молодой певец побывал в Оренбурге, Карагаше, Табыне. В его репертуаре были в основном песни Мухита, лиро-эпическая поэма «Қыз — Жібек» и айтысы акына Бала Ораза. Однако полностью отдаться творчеству он не мог. Надо было работать, чтобы жить и петь.
Трудовая деятельность Гарифуллы началась с работы секретарем сельского совета. В 1930 году он был уже председателем колхозов «Аккуль», «Ханкуль», «Кулшук» и председателем сельсовета. Но с песней и домброй он никогда не расставался.
Весной 1934 года Гарифулла Курмангалиев выступил на слете художественной самодеятельности в Джамбейты, а через некоторое время в Уральске. Занял первое место среди певцов и получил право участия в I Всеказахстанском слете народных талантов. Решением жюри посланец Западного Казахстана был оставлен в казахском музыкальном театре (ныне Театр оперы и балета имени Абая), где пел в опере до 1966 года.
Во время Великой Отечественной войны Гарифулла Курмангалиев выступал на фронтах в составе концертной бригады, а в послевоенное время много гастролировал по Казахстану и за рубежом, как концертный певец.
В 1967−1984 годах преподавал народное пение в Студии эстрадного искусства (Алма-Ата).

## Награды
- Лауреат Государственной премии Казахской ССР (1978)
- Орден Трудового Красного Знамени (3 января 1959) — за выдающиеся заслуги в развитии казахского искусства и литературы и в связи с декадой казахского искусства и литературы в гор. Москве
- Народный артист Казахской ССР (1954)
- Орден Красной Звезды (6 января 1945)
- Заслуженный артист Казахской ССР (1939)
- Медали

## Семья
Жена — Рабига Курмангалиева (1915—1980).
В семье было 7 детей: старшая дочь Сауле (дети: дочери Гаухар и Маржан) — профессор Алматинской Государственной Консерватории им. Курмангазы, заслуженная артистка КазССР;
сын Болат (дочь Дина) — строитель, возводивший атомный опреснитель воды в Актау;
дочь Шахерезада (дети: сын Фархат и дочь Шарифа) — экономист, выпускница Московского института им. Плеханова;
сын Санат (дети: дочь Меруерт, сыновья Санжар и Онгар) — академик, доктор экономических наук;
сын Нурлан (дети: дочери Данель и Амина, сын Алихан)— Полковник полиции, Заслуженный работник МВД Республики Казахстан. 
сын Ерлан (дети: дочери Анель и Айгерим)— занимал ответственные посты на государственной службе.
сын Гебрат умер в 26 лет.
Книга воспоминаний о Гарифулле Курмангалиеве «Әнімен елін тербеген…» — 2010 г.
(автор: Меруерт Санатовна — преподаватель КазНУИ, кандидат искусствоведения (диссер. о Мухите, 2010))

## Творческая деятельность
Курмангалиев — уникальное явление в казахской музыкальной культуре XX века. В течение многих десятилетий он один представлял древнюю и высокоразвитую вокально-инструментальную традицию всего Западного Казахстана. Он обладал уникальным голосом, диапазон которого совмещал регистры тенора и сопрано. Блестящий домбрист, известен как автор знаменитого шлягера «16 қыз» (16 девушек).
После участия в первом республиканском слете народного творчества, в 1934 году, его приняли в Казахский музыкальный театр (ныне Государственный Академический театр оперы и балета им. Абая), где исполнял роли Елемеса, Шеге, Сакана, Долды («Жалбыр», «Кыз Жибек», «Ер Таргын», «Дударай» Е.Брусиловского), Естая («Биржан и Сара» М.Тулебаева), Нарымбета («Абай» А.Жубанова и Л.Хамиди), Тито («Даиси» З.Палиашвили), Трике («Евгений Онегин» П. И. Чайковского) и другие. Заметное место в репертуаре Курмангалиева заняли казахские народные песни — «Айнакоз», «Боз жорга», «Он алты кыз», а также его собственные произведения — «Ак Жайык», «Нуржамал», «Акку», «Сүйген жар», «Жан еркем» и другие.
Слышали легендарный голос Гарифуллы и в Китае, Пакистане, Иране, Германии, Италии. На оперной сцене Курмангалиев (с 1934 по 1966 годы) спел более 20 партий. Сильный и выразительный голос, потрясающая актёрская игра — все это позволило певцу создать неповторимые образы — как в национальных операх (акын Шеге в «Кыз Жибек», батыр Сакан и жырау в «Ер-Таргыне», Естай в «Биржан и Сара», мулла в «Дударай», Нарымбет в «Абай»), так и зарубежных (Тито в «Даиси», Латиф в «Нергиз», Трике в «Евгении Онегине» и т. д.).
Многие мелодии оперы «Кыз Жибек» записаны Е. Г. Брусиловским от Курмангалиева и в этом плане его роль в создании первой казахской оперы, основанной исключительно на фольклорном материале, неоценима. В казахском кино Курмангалиев продолжил ту галерею образов, которую он создал в оперных спектаклях. Но только кино с его «крупным планом» смогло по- настоящему раскрыть могучее актёрское дарование, броскую игру, живую мимику, безупречное владение искусством жеста и, конечно же, его глаза, незабываемые в своей выразительности.
Курмангалиев, прошедший народную школу исполнительства, как никто другой понимал важность сохранения традиционной системы обучения. По ней он воспитывал своих учеников, многие годы работая в Республиканской студии эстрадно-циркового искусства (1967—1984 годы). В семейном архиве Курмангалиевых сохранены методические заметки и дневники Гарифуллы, где много интересного в обобщении народного опыта через призму собственного взгляда на исполнительское творчество. И все-таки, Курмангалиев уникален как музыкант. Более того, как это ни печально, прав Т.Асемкулов, говоря, что «традиция Мухита своё развитие закончила на Гарифулле, ученики которого получили только по капле от его могучего таланта и никто из них не может воспроизвести её так, как это делал Гареке».

## Дискография
- 2002 — «Гарифулла Курмангалиев» — первый CD в архивной серии «Асыл Мура»[8]

## Фильмография
- 1952 — «Джамбул», реж. Ефим Дзиган, Алма-Атинская киностудия художественных и хроникальных фильмов (второй вариант, «Казахфильм», 1969).
- 1958 — «Ботагоз», реж. Ефим Арон, «Казахфильм».
- 1959 — «Мы из Семиречья», реж. Султан Ходжиков, «Казахфильм».

## Память
- Слепок гортани Гарифуллы Курмангалиева хранится в музее итальянского города Генуи, там же где находится слепок руки великого скрипача Николо Паганини.
- Именем Гарифуллы названа одна из улиц города Уральска, областная филармония, а также ряд объектов в Каратобе носят его имя[9]
- В 2009 году к 100-летию акына в Уральске в сквере у ДК молодёжи был установлен бронзовый бюст Гарифуллы Курмангалиева[10].
- Также в 2009 году была выпущена памятная почтовая марка Казахстана, посвящённая Гарифулле Курмангалиеву.